# Enrico Falqui
Enrico Falqui (ur. 31 sierpnia 1946 we Florencji) – włoski polityk, architekt krajobrazu i nauczyciel akademicki, poseł do Parlamentu Europejskiego III kadencji, od 1994 do 1996 senator.

## Życiorys
Ukończył studia chemiczne, rozpoczął następnie pracę jako nauczyciel akademicki, specjalizując się w architekturze krajobrazu, urbanistyce i planowaniu środowiska. Został profesorem nadzwyczajnym na wydziale architektury Uniwersytetu Florenckiego, na tej uczelni kierował też laboratorium architektury krajobrazu. Należał do różnych stowarzyszeń społecznych i naukowych, m.in. ICOMOS i Landscape Learn Enterprise of London. Działał jako dziennikarz, został m.in. redaktorem naczelnym dwumiesięcznika „NIP Magazine”. Publikował książki poświęcone architekturze krajobrazu, był redaktorem serii wydawniczych „Terre e Paesaggi di confine” oraz „Maestri del Paesaggio”.
Wstąpił do Federazione delle Liste Verdi, która w grudniu 1990 połączyła się z innymi partiami w ruch pod nazwą Federacja Zielonych. Wybrano go do rady regionu Toskania, a w 1989 uzyskał mandat posła do Parlamentu Europejskiego (z listy pod nazwą Verdi Europa – Lista Verde). Przystąpił go grupy zielonych, został członkiem m.in. Komisji ds. Rolnictwa, Rybołówstwa i Rozwoju Wsi oraz Komisji ds. Petycji. W latach 1994–1996 zasiadał w Senacie XII kadencji.